# Pháo đài Provintia
Pháo đài Provintia hay Providentia là một tiền đồn của người Hà Lan trên đảo Đài Loan, hiện nay tọa lạc ở Quận Trung Tây của thành phố Đài Nam thuộc Trung Hoa Dân Quốc. Nó được xây dựng vào năm 1653 trong giai đoạn Đài Loan trở thành xứ thuộc địa của Hà Lan. Người Hà Lan, với ý định tăng cường sức mạnh phòng thủ của họ, đã bố trí pháo đài ở Sakam, cách An Bình ngày nay khoảng 2 dặm (3,2 km) về phía đông. Pháo đài đã thất thủ khi Trịnh Thành Công tấn công chiếm được hòn đảo, và sau đó bị phá hủy bởi một trận động đất vào thế kỷ 18. Nó đã trải qua nhiều lần tái xây dựng và trùng tu, thường được biết đến với tên Lầu Xích Khảm (tiếng Trung Quốc: 赤崁樓, bính âm Chìkǎnlóu, w Ch'ih4-k'an3 Lou2; tiếng Mân Nam: poj Chhiah-khám-lâu).
Cái tên Xích Khảm của pháo đài đặt bắt nguồn từ tên của một làng thổ dân Đài Loan gọi là "Sakam", mà về sau đã phát triển thành Đài Nam hiện đại. Những cách viết tên đầu tiên khác của nó là Chhaccam, Sacam, Saccam và Zaccam. Nó đã từng là trung tâm thủ phủ của cả hòn đảo. Ngoài giá trị về mặt kiến trúc và nghệ thuật, pháo đài còn là kho thư viện từ điển và tài liệu giao thương của những cư dân bản xứ trong khu vực nói tiếng Siraya vào giai đoạn cai trị của người Hà Lan. Năm 1983, pháo đài được công nhận là di tích lịch sử cấp quốc gia của Trung Hoa Dân Quốc.

## Lịch sử
Vùng đất Đài Nam ngày nay thuở ban đầu là một đầm phá rộng lớn được gọi là Biển Nội hải Đài Giang. Cư dân bản địa là dân tộc Siraya thuộc hệ Nam Đảo đã sớm định cư dọc theo những bãi cát dài dọc bờ biển phía tây (ngày nay thuộc Quận An Bình). Bờ đông Đài Giang là khu vực đồng bằng, nơi sinh sống của làng thổ dân địa phương gọi là Sakam. Giữa thời nhà Minh, vùng biển Đài Giang là nơi neo đỗ thường xuyên của những tàu cướp biển và uy khấu, đã liên tục giao chiến với lực lượng quân triều đình sau khi cướp bóc dọc theo bờ biển đông nam Trung Quốc. Những người tị nạn Phúc Kiến và Quảng Đông khi đặt chân đến Đài Nam đã vô tình thúc đẩy giao thương các mặt hàng thủy sản và nhiều hàng hóa khác, dẫn đến việc hình thành một khu dân cư lớn ở tận cùng phía bắc của dãy cát Đài Giang, gọi là Nhất Côn Thân. Sự phát triển của Đài Loan theo năm tháng cũng giúp Sakam trở thành một thị trấn lớn, đặc biệt từ sau khi người Hà Lan đặt chân lên đảo. Họ chiếm đất đai của những người Siraya và tiến hành xây dựng một pháo đài lớn gọi là Provintia, hoàn thành năm 1653.

### Thời thuộc địa của Hà Lan

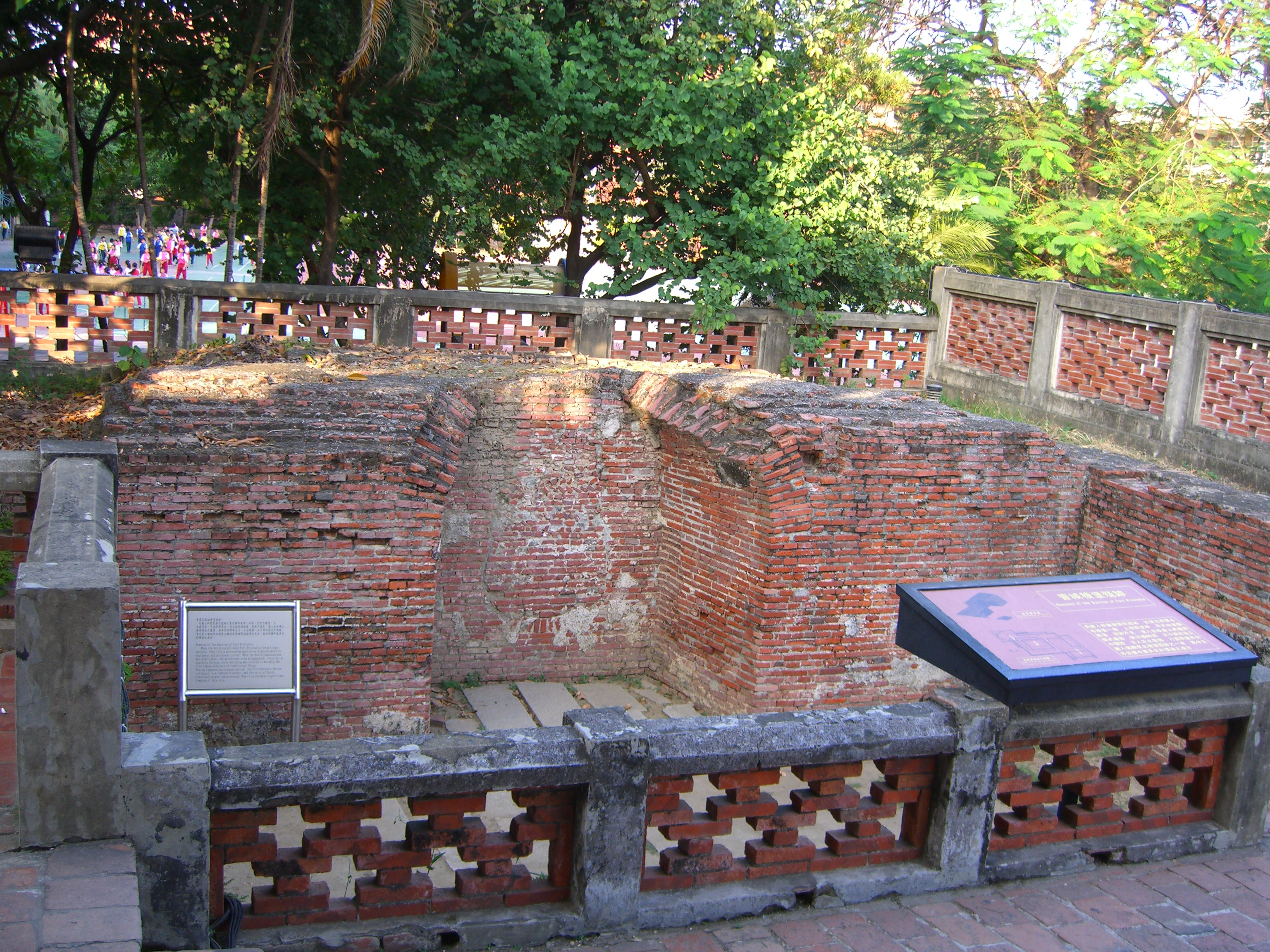
Phế tích của pháo đài Provintia cũ dưới thời Hà Lan.

Năm 1624, công ty Đông Ấn Hà Lan đã ký một thỏa ước với viên tướng nhà Minh là Thẩm Hữu Dung, theo đó họ sẽ rút khỏi Bành Hồ và di chuyển đến Nam Đài Loan. Các thương nhân Hà Lan có ý định biến hòn đảo thành một trung tâm trong hoạt động giao thương của Hà Lan với Nhật Bản và các khu vực ven biển Trung Quốc. Họ xây dựng những công sự vững chắc trên đảo, khởi đầu bằng một pháo đài lớn theo kiến trúc phương Tây gọi là Zeelandia, ngày nay là pháo đài An Bình, trên bán đảo cát Nhất Côn Thân ở bờ tây Đài Giang. Sau đó, họ tiếp tục dựng nên những công sự dọc theo bờ đông và đặt tên là Thành Đài Loan (nay nằm trên đường Diên Bình) và Thành Phổ La Dân Già (nay nằm trên đại lộ Dân Quyền). Qua thời gian, một con đường thương mại gọi là Đài Loan Đệ Nhất Phố được hình thành, mở ra triển vọng về đường phố kiểu châu Âu đầu tiên ở Đài Loan.
Chính sách cai trị nghiêm ngặt và tồn tại nhiều hạn chế của Hà Lan ở Đài Loan, bao gồm các khoản sưu thuế nặng nề đối với những nông dân và công nhân người Hán đến từ Đại lục, đã dẫn đến những mâu thuẫn và bất mãn giữa họ với người Hà Lan. Mâu thuẫn của người Hán ngày càng tăng và trở thành các cuộc xung đột, đỉnh điểm là Khởi nghĩa Quách Hoài Nhất vào năm 1652. Mặc dù cuộc khởi nghĩa bị dập tắt nhanh chóng, nhưng để ứng phó với những sự cố như vậy trong tương lai, người Hà Lan quyết định tăng cường sự phòng bị cho công trình pháo đài vừa hoàn tất ở phía bắc Thành Phổ La Dân Già. Như một cách tưởng niệm sự kiện vua Tây Ban Nha Felipe IV ký Hòa ước Westfalen đưa Hà Lan thoát khỏi sự cai trị của Tây Ban Nha vào năm 1648, họ đặt tên pháo đài này là Provintia theo tên của Cộng hòa Hà Lan (Republiek der Zeven Verenigde Provinciën), còn người Mân Nam thì gọi nó là Hồng Mao Lâu hoặc Xích Khảm Lâu. Pháo đài có chu vi khoảng 141 mét, tường thành cao 10,5 mét, được bố phòng hai tháp pháo ở góc phía bắc và phía nam, cùng các hầm dự trữ lương thực và bảo đảm được cung cấp đủ nước trong trường hợp xảy ra chiến tranh.

### Thời nhà họ Trịnh
Đầu năm 1661, một viên tướng nhà Nam Minh là Trịnh Thành Công đã đổ quân lên vịnh Lộc Nhĩ Môn và tập kích bất ngờ pháo đài Provintia, sau đó hoàn toàn làm chủ pháo đài vào tháng 4. Đến đầu năm 1662, sau 9 tháng bị bao vây với tổn thất ngày càng tăng, người Hà Lan đã đầu hàng quân của Trịnh Thành Công và rút lui khỏi đảo, kết thúc 38 năm thống trị của công ty Đông Ấn Hà Lan trên đất Đài Loan. Trịnh ngay sau đó đổi tên toàn bộ Đài Loan thành Đông Đô để phân lập rõ ràng với thủ đô Bắc Kinh, pháo đài Provintia trở thành Nha môn của Phủ Thừa Thiên, đồng thời đổi tên pháo đài Zeelandia thành pháo đài An Binh. Nha môn Phủ Thừa Thiên trở thành trung tâm quyền lực cao nhất trên đảo Đài Loan, và từ đó thường được gọi bằng cái tên thông dụng là lầu Xích Khảm.
Tuy nhiên chưa đầy 6 tháng sau, Trịnh Thành Công qua đời. Con trai trưởng của ông là Trịnh Kinh từ Hạ Môn trở về, đánh bại người chú là Trịnh Tập và lên ngôi. Năm 1664, Trịnh Kinh đổi Đông Đô thành Đông Ninh và bãi bỏ Phủ Thừa Thiên, lầu Xích Khảm trở thành một kho dự trữ thuốc súng. Trịnh Kinh qua đời vào năm 1682, vương triều Đông Ninh xảy ra loạn biến, tận dụng thời cơ đó, nhà Thanh mang quân sang đánh bại nhà họ Trịnh, cuối cùng đã hợp nhất Đài Loan vào nước Đại Thanh.

### Thời nhà Thanh và sau đó
Năm 1721, Chu Nhất Quý khi dấy binh chống lại nhà Thanh đã tận dụng một số cổng sắt của lầu Xích Khảm dùng làm nguyên liệu đúc vũ khí. Sự hủy hoại của con người cộng với thiên nhiên tàn phá, mưa gió làm xói mòn và sập đổ sau những trận động đất, đã khiến tường thành bị hư hại nghiêm trọng và pháo đài trở nên hoang vu.
Năm 1788, sau khi Phúc Khang An dẹp tan cuộc khởi nghĩa của Lâm Sảng Văn, vua Càn Long để kỷ niệm chiến thắng này đã sai người khắc diễn biến cuộc chiến và công trạng của ông lên mười tấm bia đá hoa cương chở trên mai những con rùa (Bí Hí), viết bằng chữ Hán lẫn Mãn văn. Việc chế tác được thực hiện với những đường nét chạm trổ tinh xảo cùng hoa văn đẹp mắt cả trên bia đá lẫn mai rùa. Vấn đề chất liệu đã khiến công việc này thay đổi theo hướng khắc bia ở Đài Loan trước rồi chở rùa từ Hạ Môn ở Đại lục sang để ghép lại thành một. Quá trình chuyên chở đã xảy ra tai nạn: một con rùa do trọng lượng quá nặng đã rơi xuống biển khi đoàn tàu tiến vào Đài Giang. Các viên quan áp tải sợ bị trách tội đã đúc một tượng rùa khác làm từ sa thạch, sau đó đưa tất cả bia rùa đến Gia Nghĩa như một sự ban thưởng cho vùng đất đã góp nhiều công lao trong cuộc dẹp loạn.
Năm 1906, một trận động đất lớn ở Mai Sơn làm rung chuyển toàn Đài Loan, bia rùa giả (lúc này vẫn chưa bị bại lộ) được đưa đến công viên Trung Sơn ở Gia Nghĩa, tạo thành Đài tưởng niệm Phúc Khang An cho đến tận ngày nay, trong khi chín bia rùa còn lại được chuyển về cổng phía nam của miếu thờ ông. Năm 1935, miếu thờ này bị quân đội Nhật Bản phá hủy, chín con rùa được đưa đến Ninh Nam Môn ở Đài Nam, và mãi 49 năm sau (1984) mới được chính phủ Trung Hoa Dân Quốc đưa về vị trí hiện tại, tức lầu Xích Khảm, trở thành một yếu tố thu hút nổi bật trong khu di tích. Vào năm 1911, hơn 100 năm sau kể từ ngày xảy ra tai nạn chìm rùa, ngư dân ven Đài Giang đã vớt được con rùa đá kia từ dưới đáy biển, lúc này sự thật mới được sáng tỏ. Qua trăm năm với phù sa bồi lắng, rùa vẫn hoàn toàn nguyên vẹn, và việc tìm thấy nó được người dân địa phương cho là điềm linh thiêng. Rùa được tôn làm Bạch Linh Thánh Mẫu và được mang về thờ cúng nghiêm trang trong Bảo An Cung ở Đài Nam, tương truyền những ai đến cầu nguyện có thể chữa khỏi các bệnh về mắt.
Nửa sau thế kỷ 19, điện Đại Sĩ, miếu Hải Thần, thư viện Bồng Hồ, Văn Xương các, đền thờ Ngũ Tử cùng nhiều công trình khác mới được dựng nên trong khuôn viên lầu Xích Khảm. Trong giai đoạn Đài Loan được đặt dưới sự bảo hộ của Nhật Bản, một số tòa nhà như miếu Hải Thần, Văn Xương các và các gian thờ cúng đã được tận dùng làm bệnh viện và ký túc xá sinh viên. Năm 1921, Tổng đốc Đài Loan trong lúc tiến hành phá bỏ điện Đại Sĩ đã khai quật những phế tích của pháo đài, bao gồm các cổng thành, tháp pháo ở góc phía bắc và những tầng hầm có từ thời Hà Lan, từ đó biến nơi đây thành một bảo tàng lịch sử. Thời Chiến tranh thế giới thứ hai, pháo đài trở thành Tổng đốc phủ, được tăng cường phòng bị đối không và cho tháo dỡ một số nhà cổ đã xuống cấp, đồng thời xây thêm nhiều gian nhà trống khác.
Sau chiến tranh, công trình được trùng tu toàn bộ và phát triển thành Bảo tàng Lịch sử thành phố Đài Nam. Năm 1974, việc trùng tu được tiến hành một lần nữa ở quy mô lớn và toàn diện hơn. Năm 1983, Bộ Nội chính Trung Hoa Dân Quốc công nhận lầu Xích Khảm là di tích lịch sử cấp quốc gia.

## Hình ảnh

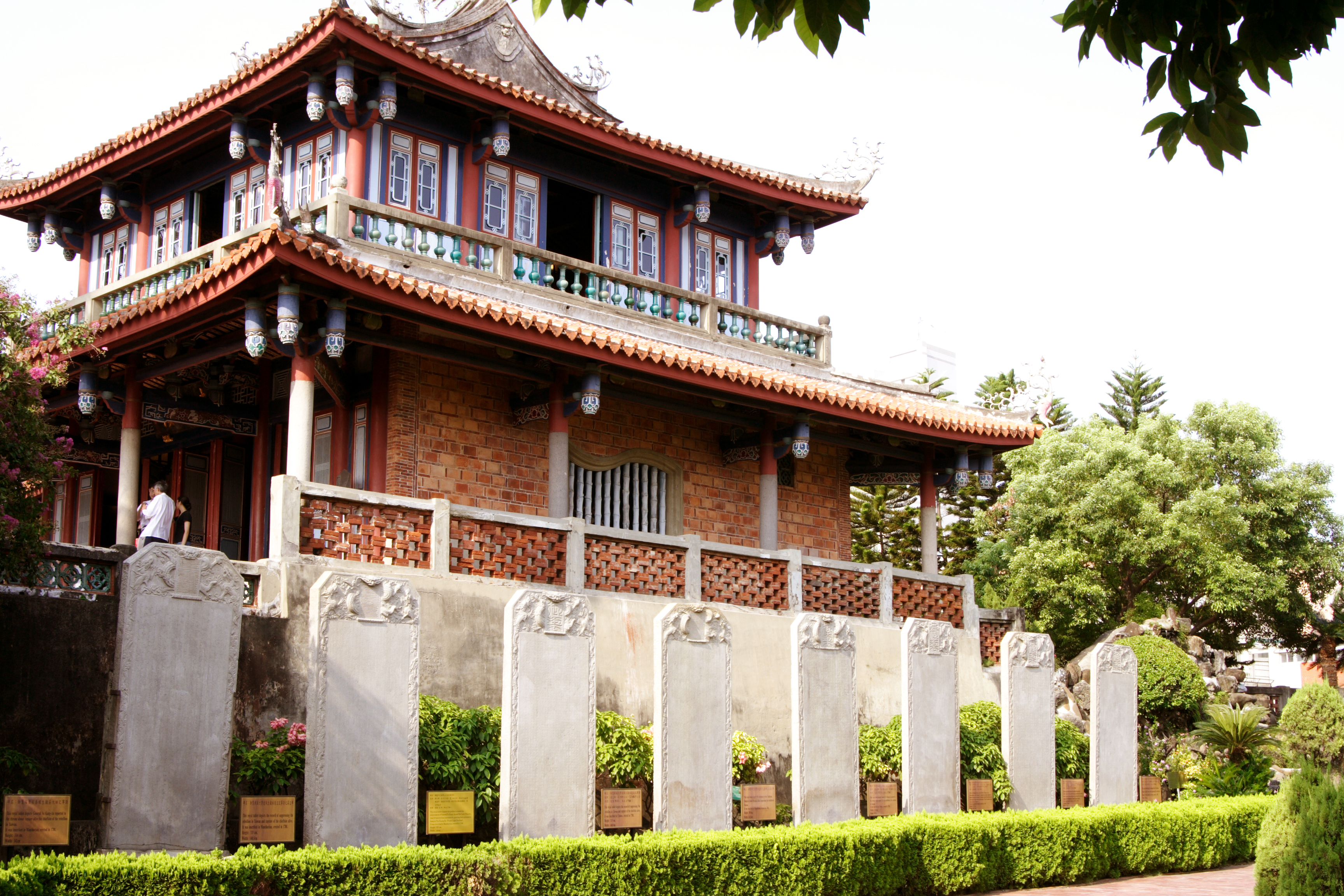
Lầu Xích Khảm
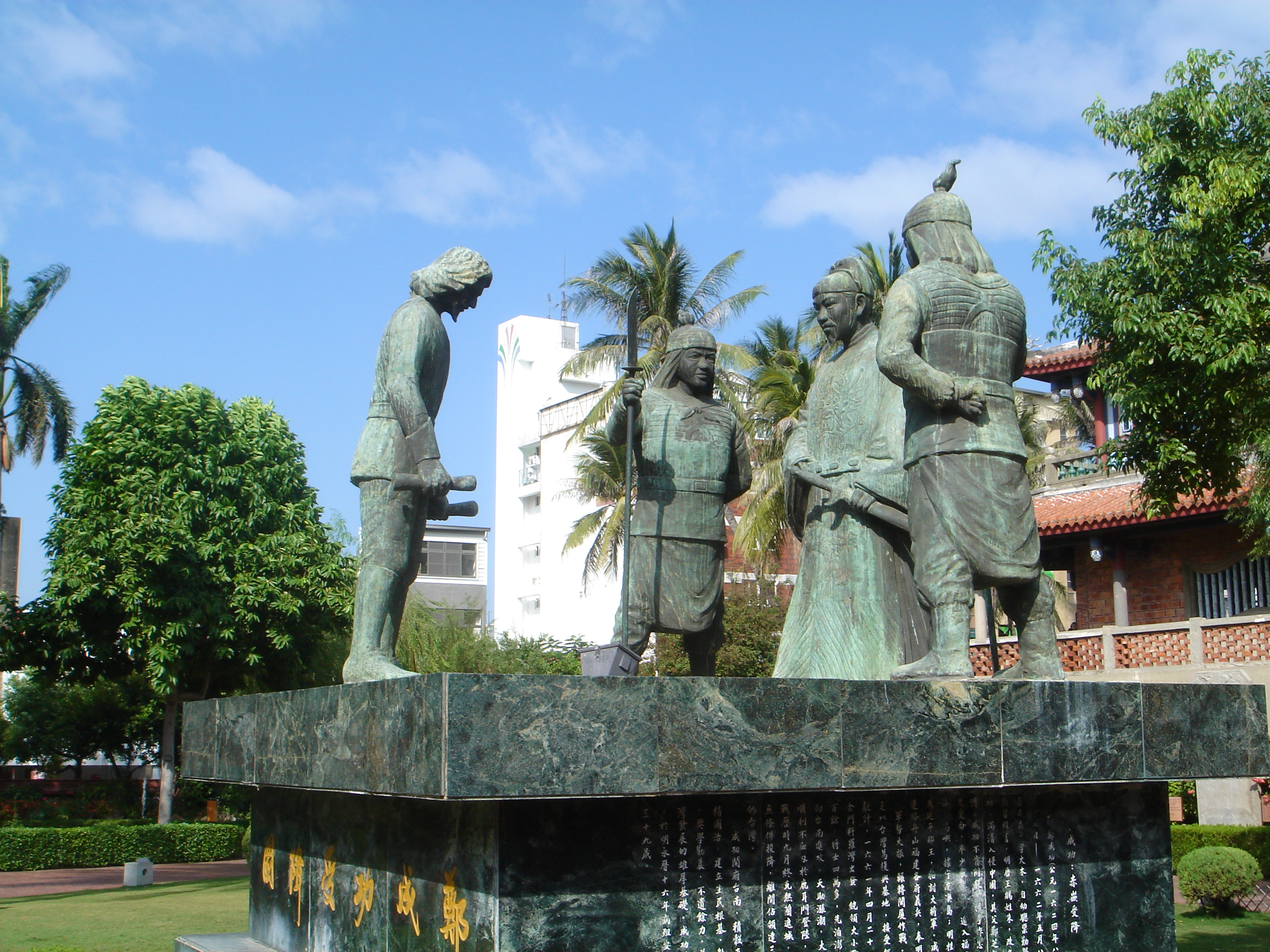
Đài tưởng niệm trong khuôn viên pháo đài thể hiện cảnh người Hà Lan đầu hàng trước lực lượng của Trịnh Thành Công
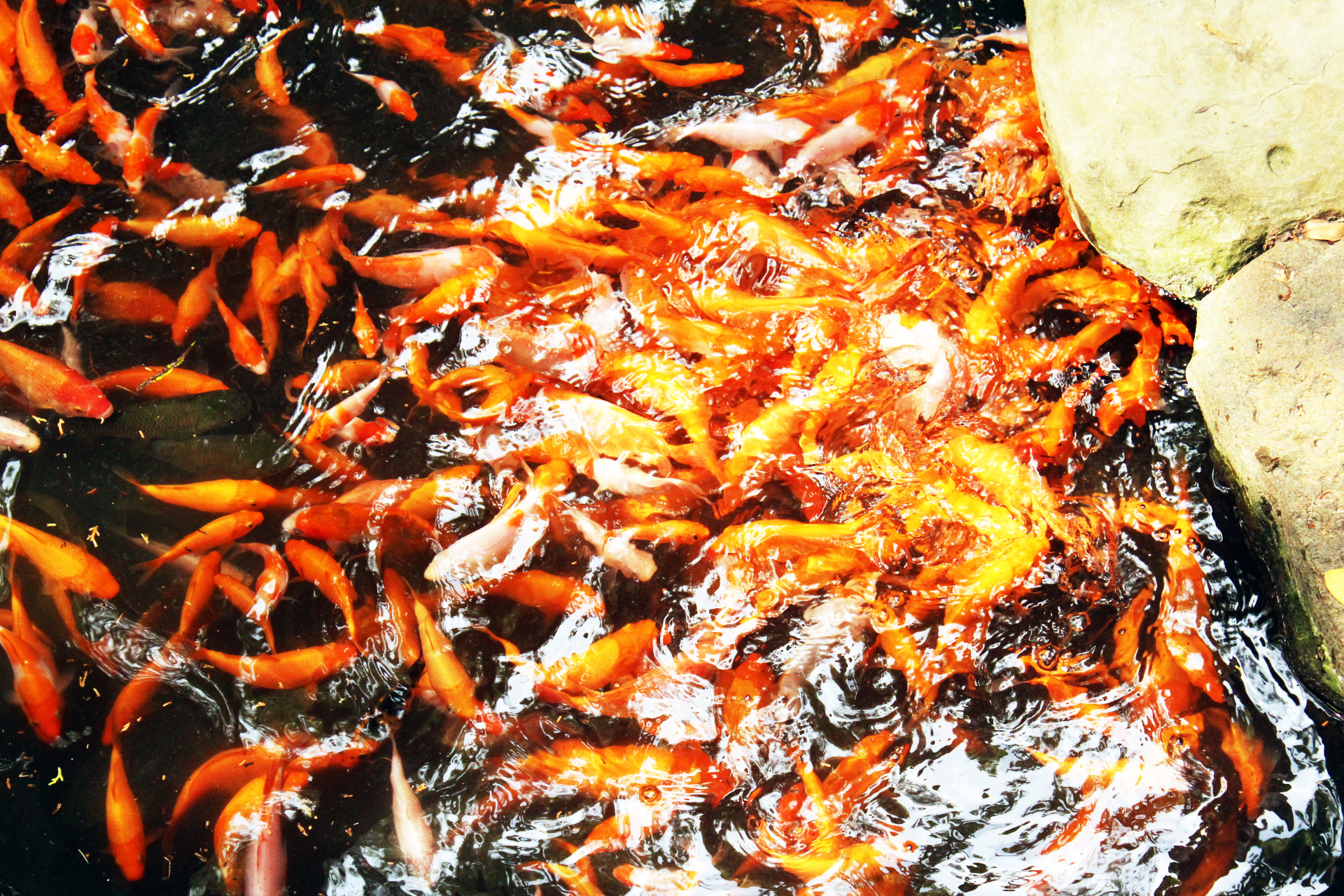
Hồ nuôi cá chép trong khuôn viên sân vườn của pháo đài
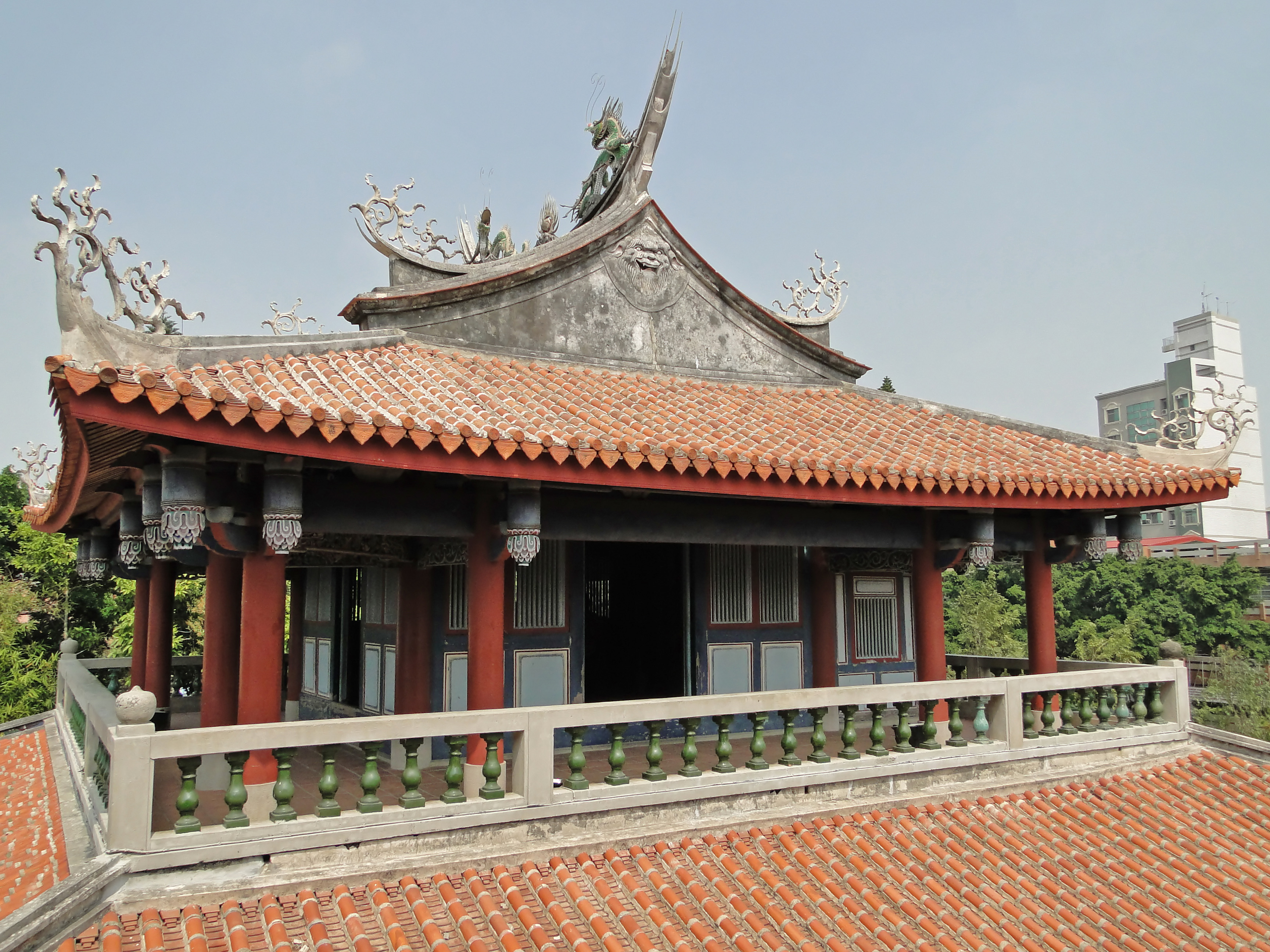
Văn Xương Các
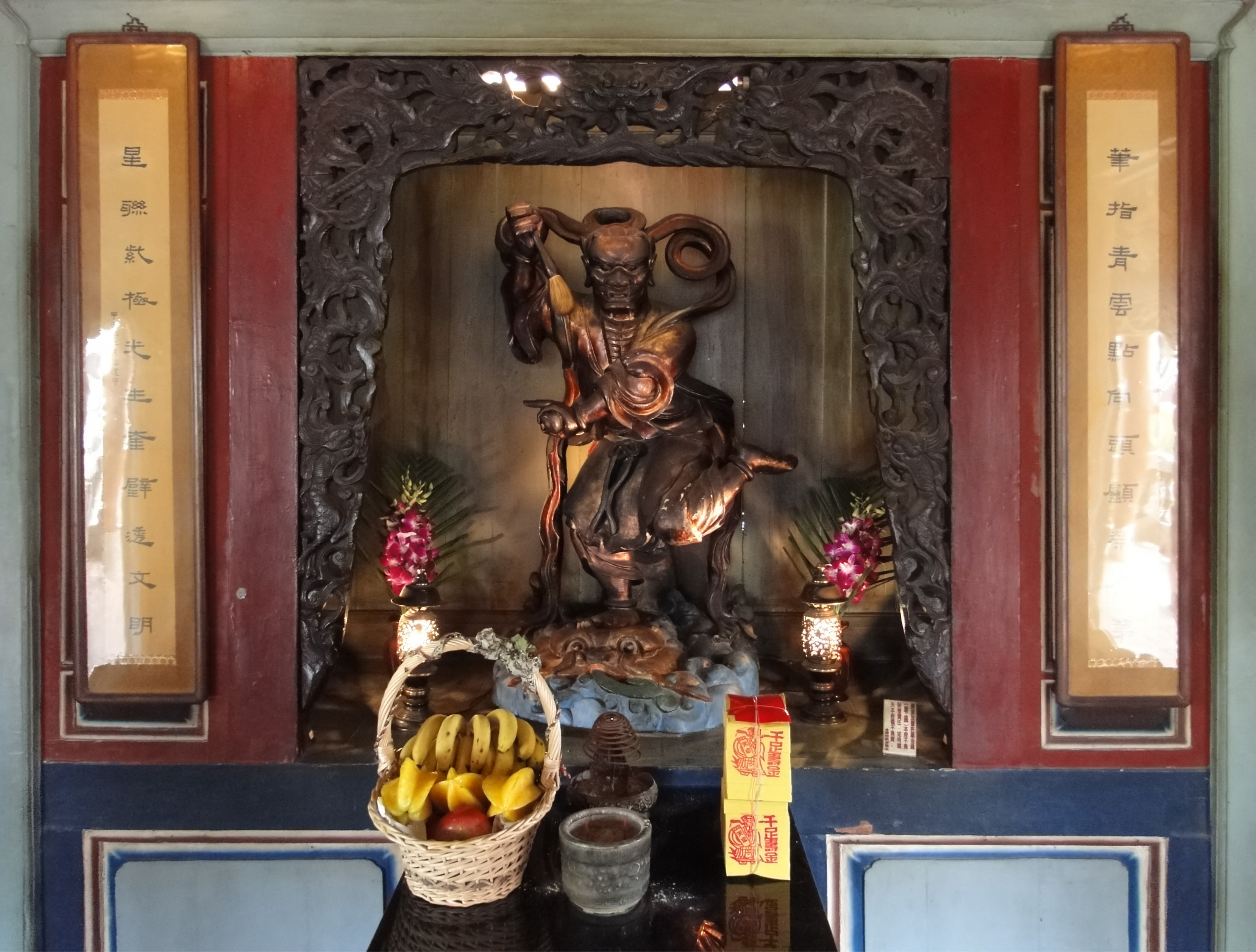
Tượng Khôi Đẩu Tinh Quân trong Văn Xương Các
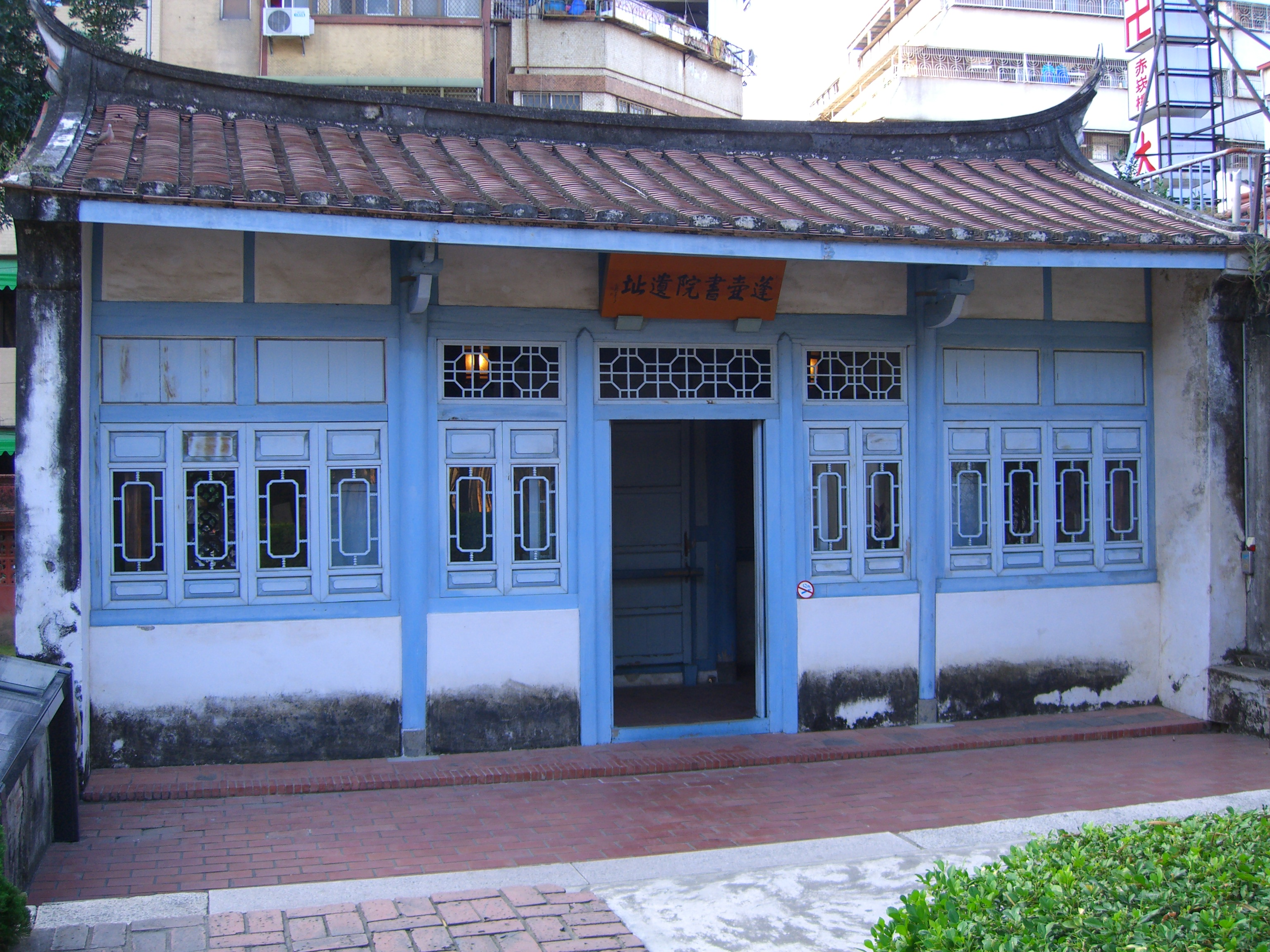
Thư viện cổ Bồng Hồ
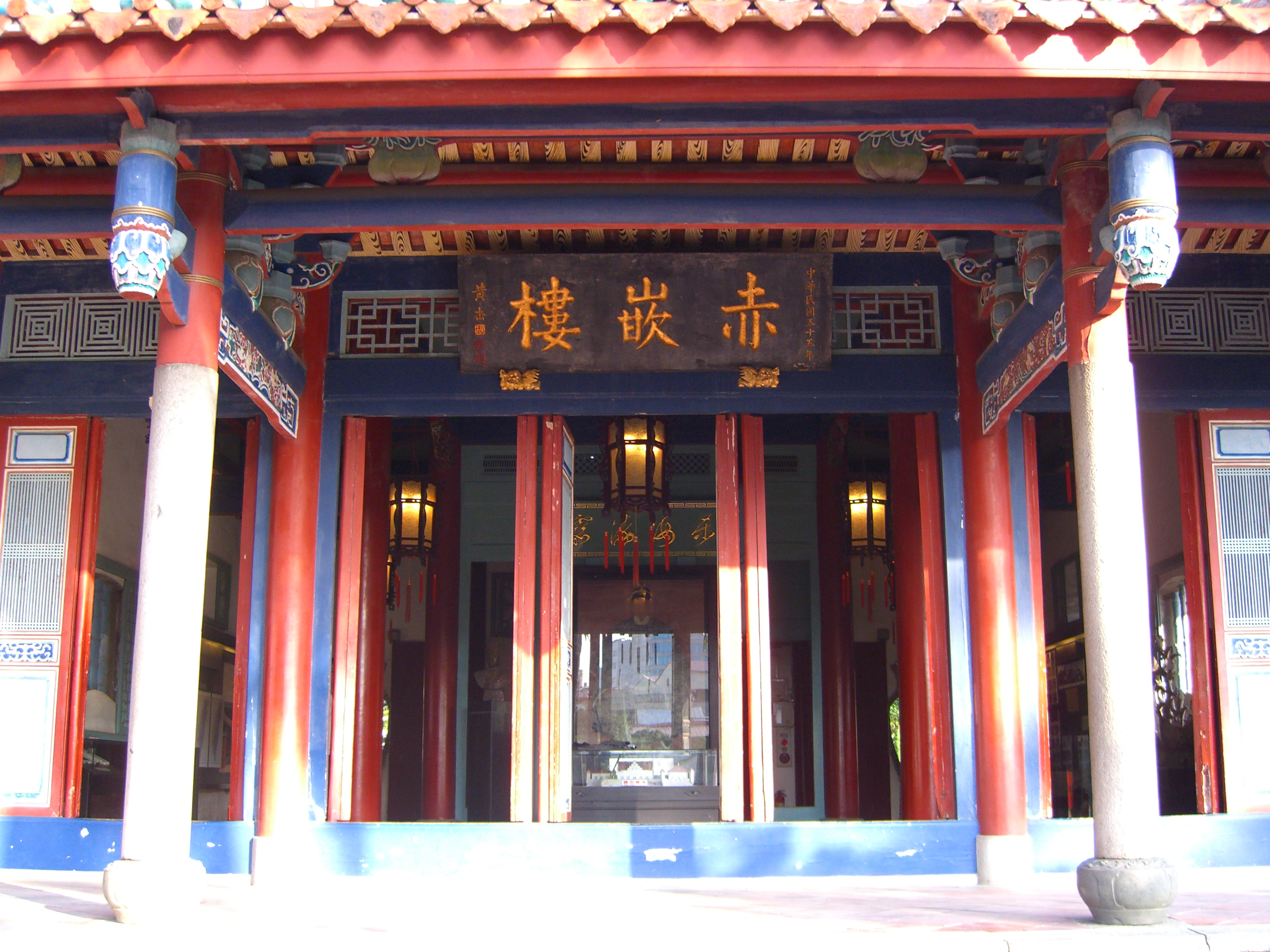
Tiền điện của Lầu Xích Khảm
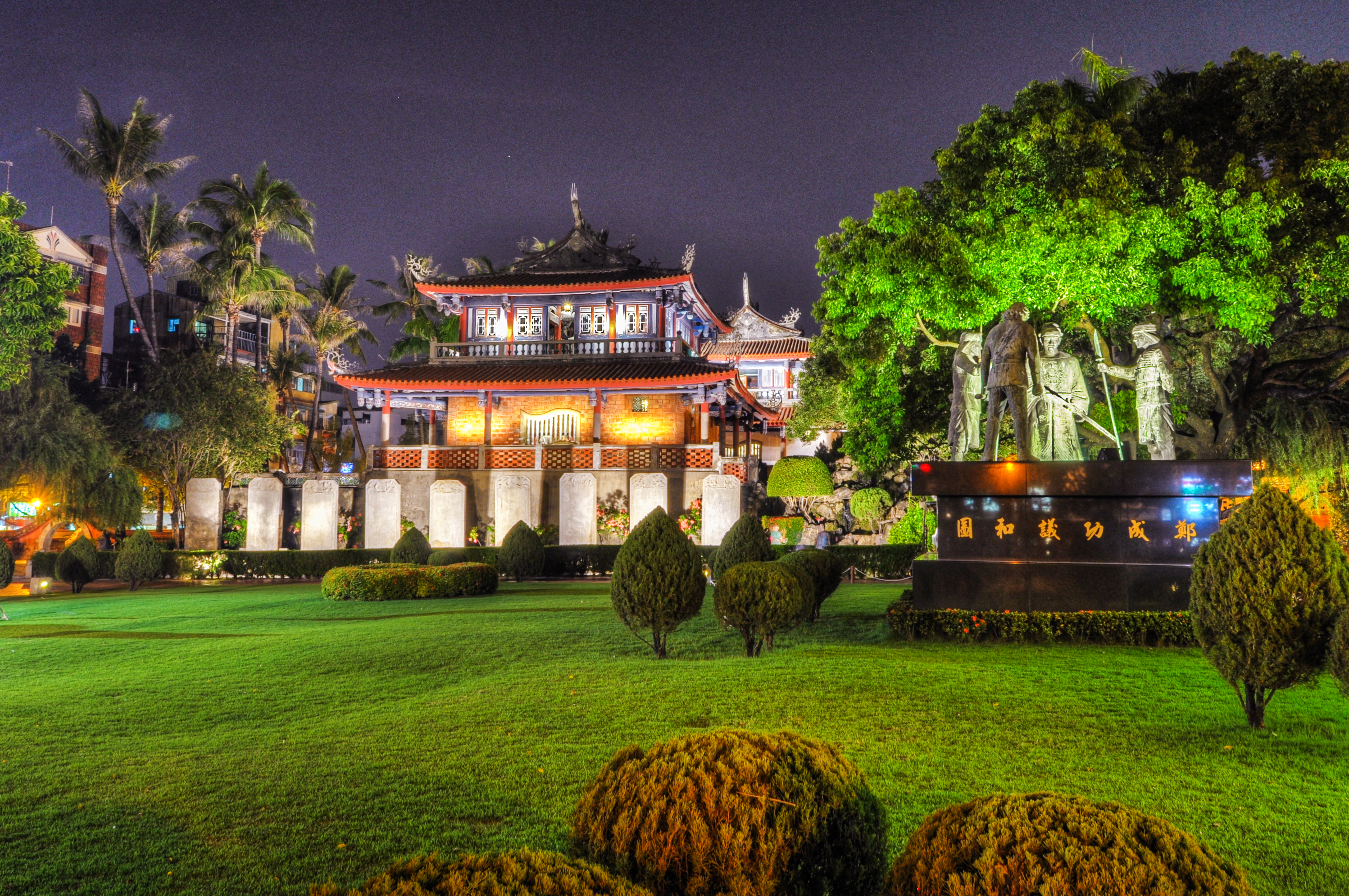
Một góc khuôn viên Lầu Xích Khảm